# UTC+6
| Ora standard (tot anul) Ora standard (iarna din emisfera nordică) Ora standard (iarna din emisfera sudică) | Regiune maritimă în acest fus orar Ora de vară (vara din emisfera nordică) Ora de vară (vara din emisfera sudică) |

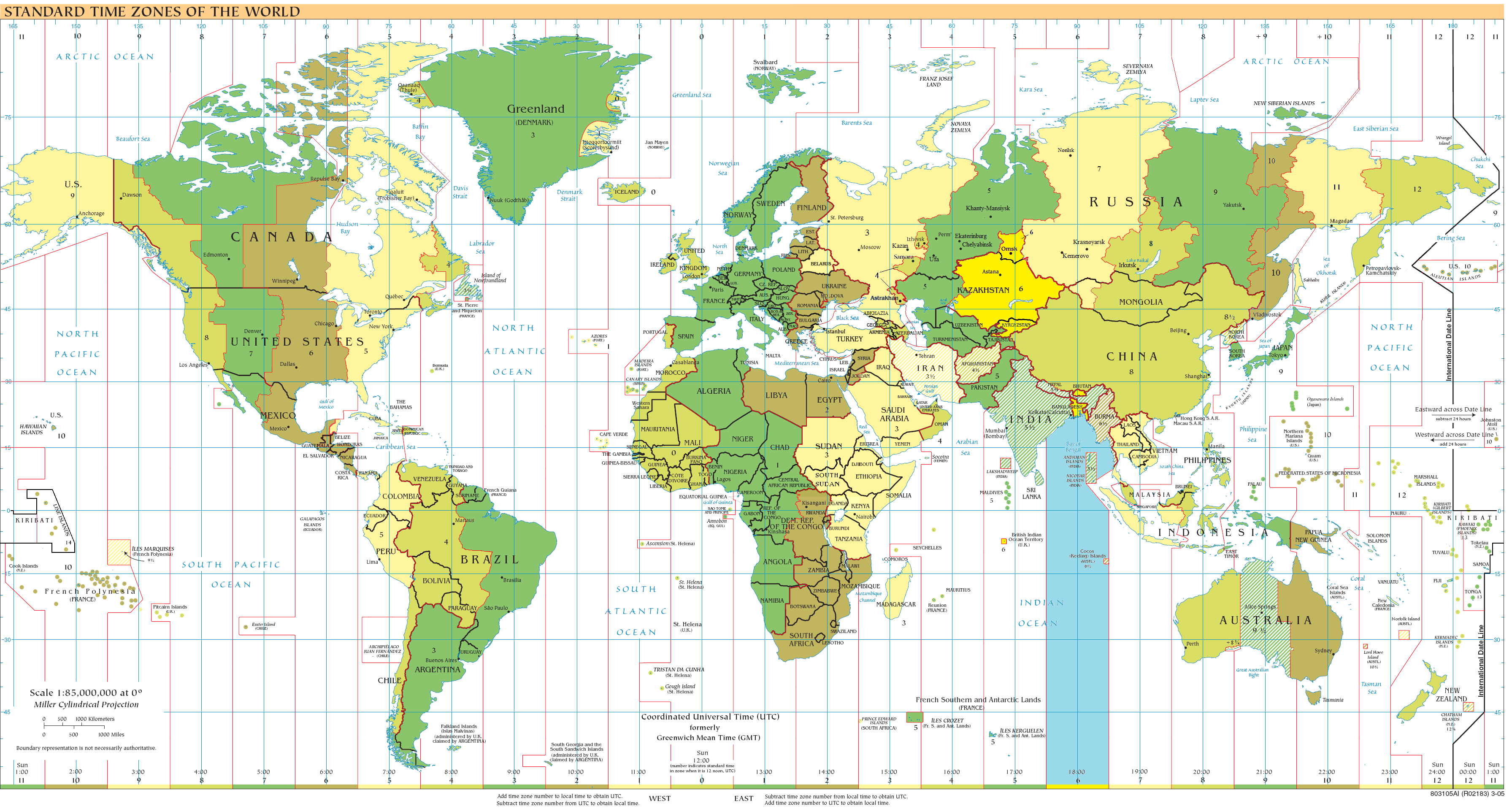
Utilizarea fusului orar UTC+6:

UTC+6 este un fus orar aflat cu 6 ore înainte UTC. UTC+6 este folosit în următoarele țări și teritorii:

## Ora standard (tot anul)
Ora de Kaliningrad: UTC+3 (MSK−1)
     Ora de Moscova: UTC+4 (MSK)
     Ora de Samara: UTC+5 (MSK+1; nefolosit)
     Ora de Ekaterinburg UTC+6 (MSK+2)
     Ora de Omsk: UTC+7 (MSK+3)
     Ora de Krasnoiarsk: UTC+8 (MSK+4)
     Ora de Irkutsk: UTC+9 (MSK+5)
     Ora de Iakutsk: UTC+10 (MSK+6)
     Ora de Vladivostok: UTC+11 (MSK+7)
     Ora de Magadan: UTC+12 (MSK+8)
- Bangladesh
- Bhutan
- Kazahstan (partea estică și partea centrală)
- Kîrgîzstan
- Regatul Unit
  -  Teritoriul Britanic din Oceanul Indian
- Rusia (YEKT - Yekaterinburgskoye vremya / Екатеринбу́ргское вре́мя)
  -  Bașchiria
  -  Districtul autonom Hantî-Mansi
  -  Districtul autonom Iamalia-Neneția
  -  Regiunea Celiabinsk
  -  Regiunea Kurgan
  -  Regiunea Orenburg
  -  Regiunea Sverdlovsk
  -  Regiunea Tiumen
  -  Ținutul Perm

## Ora de vară (vara din emisfera nordică)
- Pakistan

În iarna Pakistan folosește fusul orar UTC+5.